# Монтсерат на Светском првенству у атлетици у дворани 2018.
Монтсерат је учествовао на 17. Светском првенству у атлетици у дворани 2018. одржаном у Бирмингему од 1. до 4. марта четврти пут. Репрезентацију Монсерата представљао је један такмичар који се такмичио у трци на 60 метара.,
На овом првенству Монтсерат није освојио ниједну медаљу, а његов представник поправио свој лични рекорд.

## Учесници
- Лестер Рајан — 60 м

## Резултати

### Мушкарци
| Атлетичар    | Дисциплина | Лични рекорд | Квалификације | Квалификације | Полуфинале           | Полуфинале           | Финале               | Финале       | Детаљи |
| Атлетичар    | Дисциплина | Лични рекорд | Резултат      | Место         | Резултат             | Место                | Резултат             | Место        | Детаљи |
| ------------ | ---------- | ------------ | ------------- | ------------- | -------------------- | -------------------- | -------------------- | ------------ | ------ |
| Лестер Рајан | 60 м       |              | 6,90 ЛР       | 5. у гр. 4    | Није се квалификовао | Није се квалификовао | Није се квалификовао | 33 / 49 (52) |        |